# Manfred Stockhausen
Manfred Stockhausen (* 9. April 1934 in Dresden) ist ein deutscher Physiker und Chemiker (Physikalische Chemie). Er ist Professor an der Universität Münster.
Stockhausen studierte Physik in Mainz, wurde 1964  promoviert und habilitierte sich 1972. Er ist seit 1975 Professor in Münster, wo er Mathematik und Chemische Physik im Fachbereich Chemie unterrichtet.
Er befasste sich mit Flüssigkeits-Dynamik und Dielektrischer Spektroskopie.

## Schriften
- Physik für Mediziner und Pharmazeuten, De Gruyter
- Mathematische Behandlung naturwissenschaftlicher Probleme, 3 Bände, UTB, Steinkopff 1979, 1980 (Teil1 Behandlung von Messwerten - Funktionen, Teil 2 Differential- und Integralrechnung, Teil 3 Lineare Algebra - Differentialgleichungen), 2. Auflage Steinkopff 1987, 3. Auflage als Mathematik für Chemiker 1995.